# Cala Serena

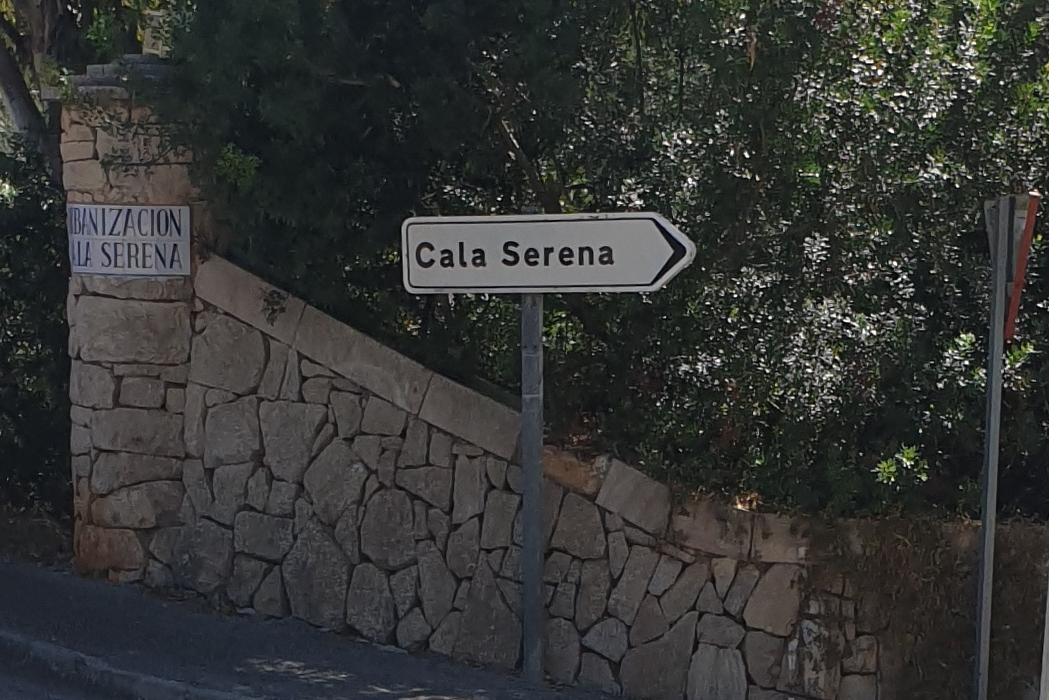
Entrada de Cala Serena.

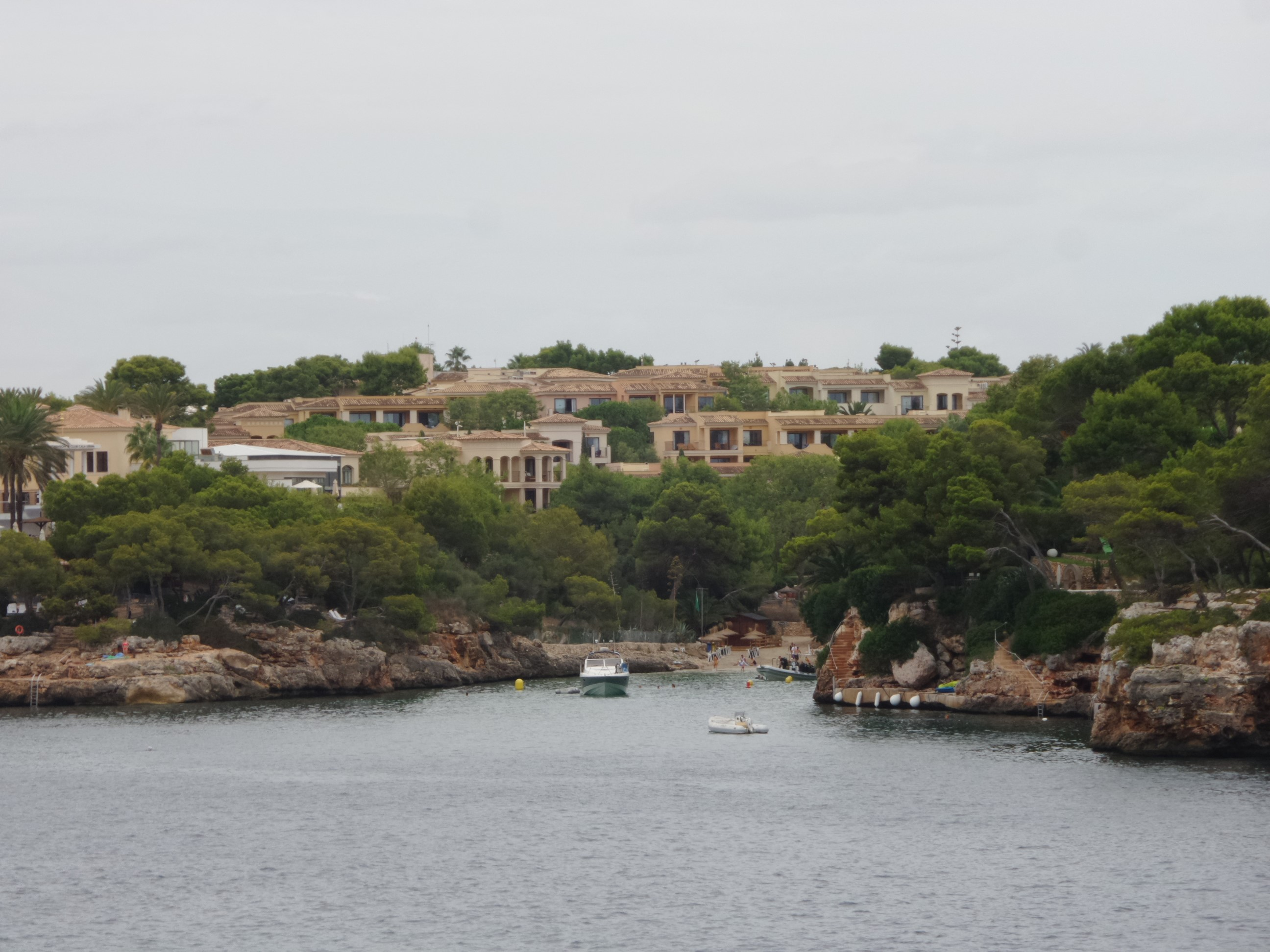
Vista de Cala Serena y su playa.

Cala Serena es una localidad y pedanía española perteneciente al municipio de Felanich, en la parte suroriental de Mallorca, comunidad autónoma de las Islas Baleares. En plena costa mediterránea, anexa a esta localidad se encuentra el núcleo de Cala Ferrera, y un poco más alejados están Cala d'Or, s'Horta, Calonge, Porto Petro y Porto Colom.
Como unidad urbana junto a Cala d'Or —ya en el municipio de Santañí— y Cala Ferrera, constituyen uno de los principales centros turísticos del Migjorn, con una amplia oferta hotelera de sol y playa, rodeada de parajes naturales como cala sa Nau y cala Mondragón. La playa de Cala Serena, que da nombre al pueblo, es el epicentro de la localidad.

## Historia
El proceso urbanizador se inició en 1966 y se ordenó urbanísticamente con el plan parcial el mismo año, predominando las viviendas unifamiliares.

## Demografía
Según el Instituto Nacional de Estadística de España, en el año 2021 Cala Serena contaba con 115 habitantes censados, lo que representa el 0,63% de la población total del municipio.

### Evolución de la población
| Gráfica de evolución demográfica de Cala Serena entre 2011 y 2021 |
|                                                                   |
| Datos según el nomenclátor publicado por el INE.                  |

## Comunicaciones
Algunas distancias entre Cala Serena y otras ciudades:
| Ciudades          | Distancia (km) |
| ----------------- | -------------- |
| Felanich          | 16             |
| Manacor           | 27             |
| Palma de Mallorca | 65             |